# University of Northampton
Die University of Northampton (deutsch Universität Northampton) ist eine öffentliche Universität in Northampton, Vereinigtes Königreich. Sie entstand 2005 durch den Zusammenschluss  mehrerer Hochschulen.

## Geschichte
Die Universität entstand aus dem Zusammenschluss mehrerer Colleges. Dazu zählen das 1924 eröffnete Northampton Technical College, die 1937 eröffnete Kunstschule und das 1972 durch die damalige Bildungsministerin Margaret Thatcher eröffnete College of Education. Diese drei wurden 1975 zum Nene College zusammengeschlossen; benannt nach dem durch Northampton verlaufenden Fluss Nene. Drei Jahre später kam das in London angesiedelte Leatherseller’s College hinzu. 1992 wurde das College of Education in andere Colleges in Northamptonshire ausgegliedert. Ein Jahr später erfolgte die Eingliederung der St. Andrews Schule für Ergotherapie, und das Nene College erhielt das Recht, Titel für grundständige Studiengänge (beispielsweise Bachelor–Studiengänge) zu verleihen. 1997 wurde das Sir Gordon Roberts College für Pflege und Geburtshilfe integriert und 1999 erfolgte die Umbenennung des Nene College in University College Northampton. 2005 erfolgte schließlich die Umbenennung zur heutigen University of Northampton, nachdem dem College offiziell der Status als Universität verliehen wurde. Für diesen Schritt musste zunächst die Privy Council davon überzeugt werden, dass ein Dekret von Heinrich III. aus dem Jahr 1265 widerrufen werden sollte. Dieses hatte die Gründung einer Universität in Northampton untersagt. 2023 schloss das Institut für Leder (angesiedelt am Fachbereich Kunst) aufgrund gesunkener Studierendenzahlen, die vor allem mit dem Wegfall internationaler Studierender aufgrund des vollzogenen Brexits begründet wurden. Diese Entscheidung sorgte für einen gewissen Unmut, da nur vier Jahre zuvor ein neues Institutsgebäude für £5,5 Millionen Pfund errichtet worden war.

## Struktur und Profil

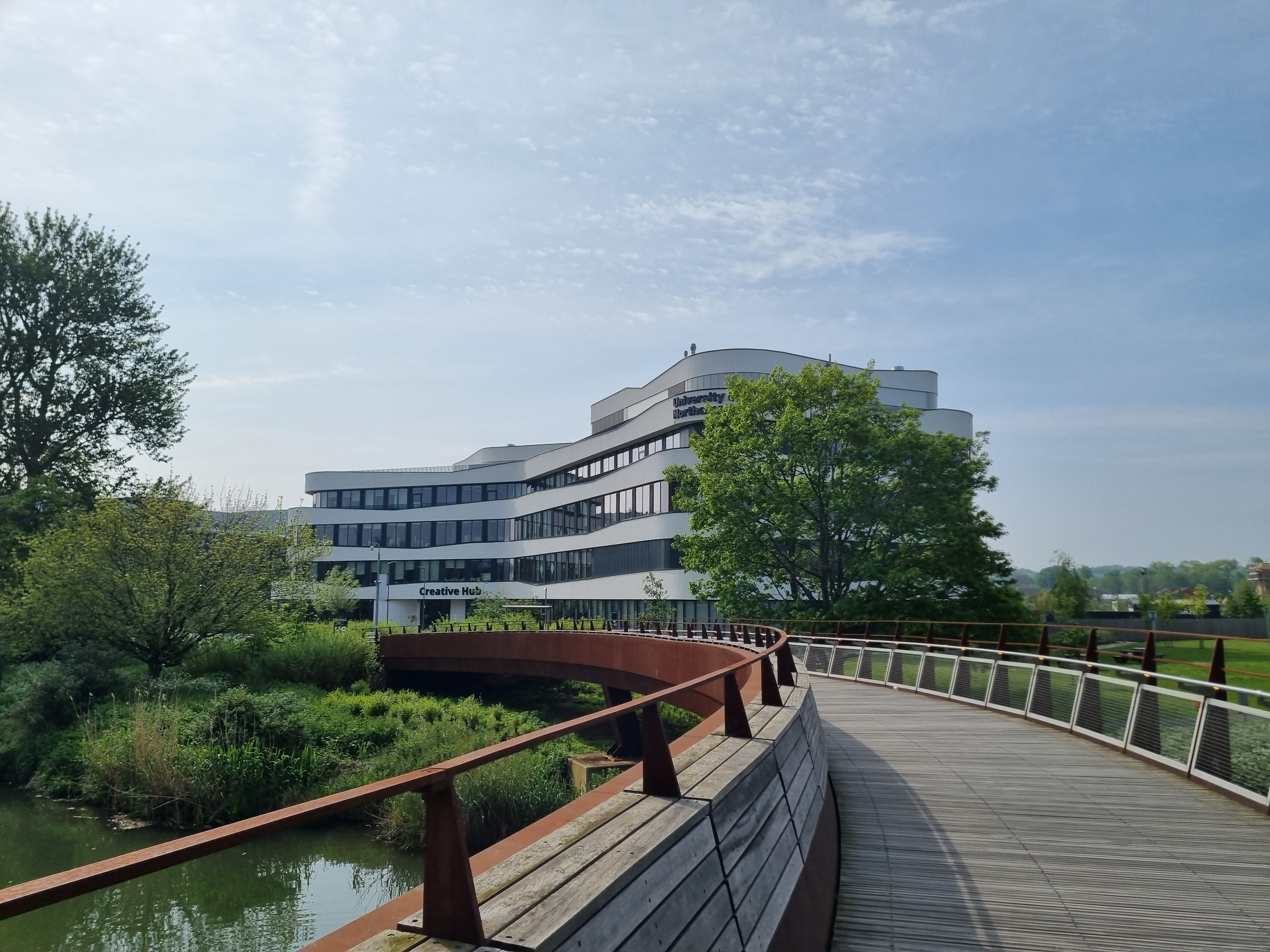
Der Campus Northampton Waterside

Die Universität gliedert sich in drei Fachbereiche:
- Fachbereich Kunst, Wissenschaft und Technologie
- Fachbereich Wirtschaft und Recht
- Fachbereich Gesundheit, Bildung und Gesellschaft

An den Fachbereichen besteht ein breites Angebot an Studiengängen sämtlicher Abschlussarten. Das World University Ranking verzeichnete die Universität 2025 im Bereich 1201–1500. 2015 wurde die Universität als erste britische und als 22. weltweit von der Ashoka U Changemaker Campus Initiative ausgezeichnet. Die Initiative setzt sich für Soziale Innovation und den Abbau sozialer Ungleichheit ein.
Über die Stadt verteilt betreibt die Universität vier Campus. Der 2018 eröffnete Campus  Northampton Waterside erregte dabei Aufsehen für seine architektonischen Innovationen, darunter die sehr gute Einbindung in die Stadt sowie eine hohe Energieeffizienz. Der 330 Millionen Pfund teure Gebäudekomplex erhielt diverse Auszeichnungen.

## Studierendenleben
2025 umfasste die Universität über 14.000 Studierende aus über 100 Ländern. In der landesweiten Studierendenbefragung zur Zufriedenheit mit dem Studium belegte die University of Northampton 2024 den 61. von 149 Plätzen und lag unter anderem vor Cambridge und Oxford. Jede eingeschriebene Person ist automatisch Mitglied der kostenfreien Students' Union, die über 60 verschiedene Sport- und Interessengruppen anbietet. Das 1. Cheerleadingteam konnte beim ICC 2024 die nationale Meisterschaft gewinnen.
Zunächst als Pilotprojekt gestartet, findet seit 2008 jeden März ein Mental Health Day (Tag der mentalen Gesundheit) statt. An einer Vielzahl von Ständen helfen Studierende der Pflege mit Schwerpunkt mentaler Gesundheit und Universitätsangestellte mit Informationen und praktischen Übungen weiter. Während der COVID-19-Pandemie wurden stattdessen Videos aufgezeichnet und auf Youtube hochgeladen.

## Persönlichkeiten
Diese Liste beinhaltet Personen, die einen Abschluss an einem der Colleges erhielten, aus denen die heutige Universität hervorging.
- Will Alsop, Architekt
- Bill Drummond, Musiker und Konzeptkünstler
- DanTDM, YouTuber und Let’s Player
- Owen Paterson, ehemaliger britischer Nordirland- und Umweltminister
- Denys Watkins-Pitchford, Kinderbuchautor
- Sang Heon Lee, südkoreanischer Schauspieler